# Erzherzog Ferdinand Max (Schiff, 1866)

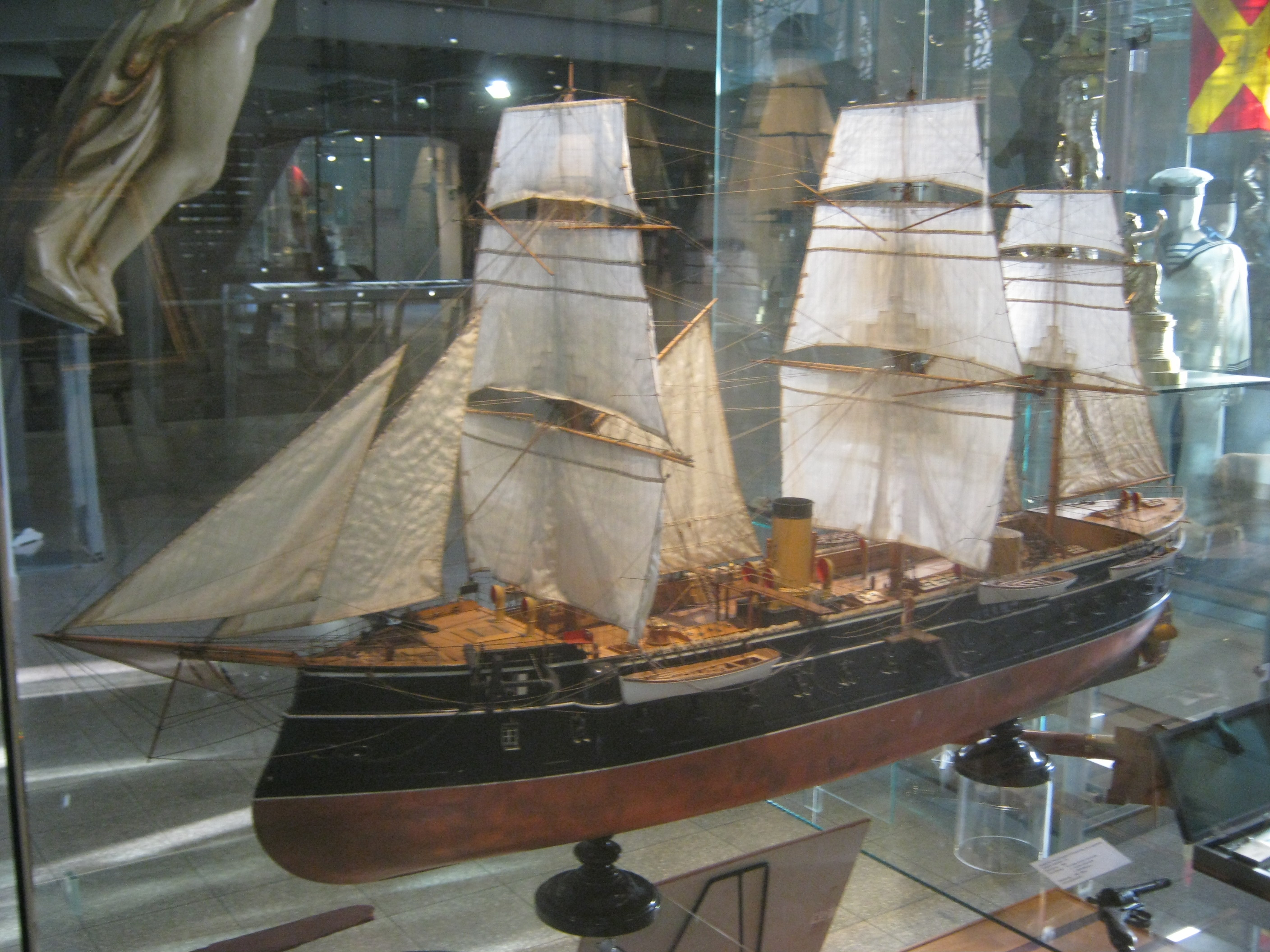
Modell der SMS Erzherzog Ferdinand Max (Heeresgeschichtliches Museum Wien)

Die SMS Erzherzog Ferdinand Max war eine Panzerfregatte der k.k. Kriegsmarine. Namensgeber war der Bruder des Kaisers Franz Joseph I., Erzherzog Ferdinand Maximilian, der von 1864 bis 1867 als Maximilian I. Kaiser von Mexiko war.
Historische Bedeutung erlangte die Ferdinand Max als Flaggschiff Konteradmiral Tegetthoffs in der Seeschlacht von Lissa im Dritten Italienischen Unabhängigkeitskrieg bzw. Österreichisch-Preußischen Krieg 1866. Die Bezeichnung „Panzerfregatte“ mag darüber hinwegtäuschen, dass es sich um ein Holzschiff mit Panzerplatten handelte. Wie bei allen k.k.-Kriegsschiffen jener Zeit war auch der Rumpf der Erzherzog Ferdinand Max schwarz gestrichen und hatte einen weißen Batteriestreifen. Obwohl das Schiff auf den offiziellen Namen Erzherzog Ferdinand Max getauft wurde, trug es an der Bordwand lediglich den Namen Ferdinand Max.

## Bau und technische Daten
Die Erzherzog Ferdinand Max wurde von 1863 bis 1866 erbaut, ihr Stapellauf war am 24. Mai 1865. Sie hatte ein Gewicht von 5140 Tonnen, erreichte dank ihrer 3500 PS eine maximale Geschwindigkeit von 12,0 Knoten und war für eine Besatzung von 489 Mann ausgelegt. Zum Zeitpunkt der Seeschlacht von Lissa war sie mit 18 glatten 48-Pfünder-Bombenkanonen und zwei 4-Pfündern bestückt. Die Panzerung betrug – soweit fertiggestellt – 12,8 cm auf 66 cm Holzrücklage. Gepanzert hatte man aber nur den vorderen Teil ihres Rumpfes, zudem hatte man eine kleine Brücke vor dem Schornstein angebracht, von der aus man die Rammstöße besser steuern konnte, da man ohne die preußischen 8-Zoll-Geschütze mit dem Rammsporn als Hauptwaffe vorlieb nehmen musste. Die SMS Ferdinand Max, war hierfür mit einem besonders verstärkten, nach vorne kragenden Bug versehen worden. Der Fertigbau erfolgte erst 1867.

## Seeschlacht von Lissa

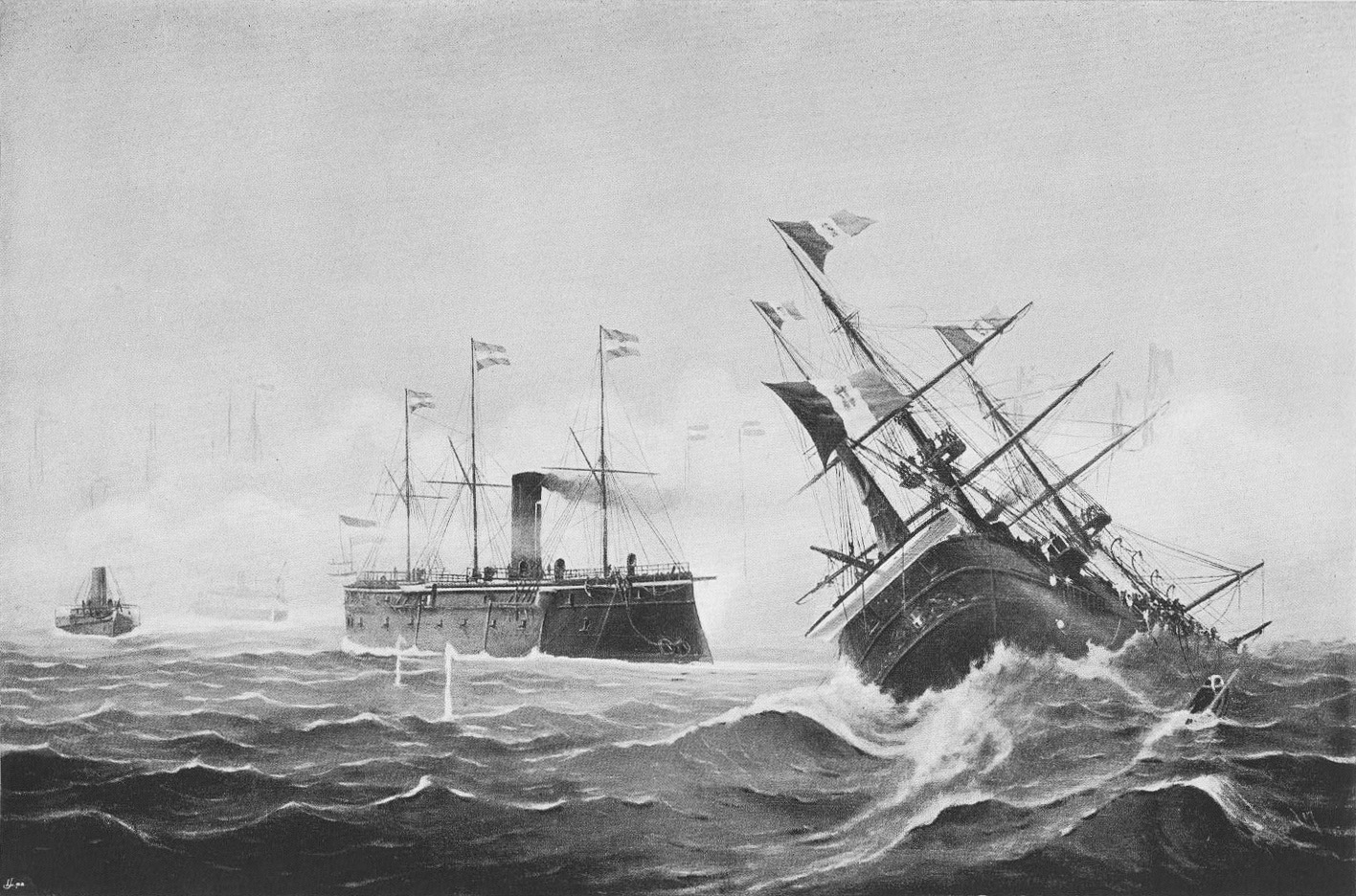
Symbol für den österreichischen Sieg: Das italienische Flaggschiff Re d'Italia sinkt nach dem Rammstoß von Tegetthoffs Flaggschiff Erzherzog Ferdinand Max (nach dem Gemälde von Kappler)

Die Erzherzog Ferdinand Max war zum Zeitpunkt der Schlacht noch nicht fertiggestellt und musste in den Wochen vor der Schlacht mit Eisenbahnschienen und Ankerketten provisorisch armiert und ausgerüstet werden. Wegen des Ausbruchs des Österreichisch-Preußischen Kriegs lieferte Krupp die bestellten und bereits bezahlten Geschütze nicht mehr, weshalb Tegetthoff sein Flaggschiff (ebenso wie die Panzerschiffe Habsburg und Kaiser) mit Glattrohrgeschützen bestücken ließ, aus denen „glühende Kugeln geschossen werden können“.
Auf der Reede von Fasana wurden die Mannschaften der Flotte eingeübt und die Zielübungen auf Schießscheiben durchgeführt. Als die italienische Flotte am 16. Juli 1866 die österreichische Insel Lissa angriff, lag die österreichische Flotte noch in Fasana. Die italienische Flotte war der österreichischen zahlenmäßig und artilleristisch bei weitem überlegen. Die Italiener unter Admiral Persano starteten mehrere Angriffswellen gegen die Befestigungen Lissas. Am 18. Juli erhielt Tegetthoff Meldung von der italienischen Operation, hielt diese jedoch zunächst für ein Ablenkungsmanöver, um die österreichische Flotte von Istrien und Triest abzulenken. Am 19. Juli bestand aufgrund der Nachrichtenlage aus Lissa jedoch kein Zweifel mehr, dass Persano die Eroberung Lissas beabsichtigte.
Beim Auslaufen der österreichischen Flotte aus Fasana blieb die Erzherzog Ferdinand Max als letzte auf der Reede. Hierzu berichtet ein Augenzeuge, der damalige Linienschiffsfähnrich Max von Rottauscher: „Das Admiralsschiff blieb auf der Reede, um letzte Depeschen von Brioni zu empfangen oder aufzugeben. Von den übrigen aber riß jeder, sobald er klar war, den Anker aus dem Grund. […] Kurze Zeit später waren die Schiffe in See südlich Brioni versammelt und fuhren ganz langsam, auf Tegetthoff harrend, an der istrischen Küste hin. Schlag 1 Uhr erschien hinter uns der Admiral. Aus den Ginsterschäumen der Riffinseln vorbrechend, schüttete der ‚Ferdinand Max’ das Wasser am Bug empor. Wie zur letzten Musterung stand Tegetthoff auf dem Hinterkassarett seines Panzers… So sauste der ‚Ferdinand Max’ florschwarz, dem fliegenden Holländer ähnlich, von hinten nach vorne durch die Escadre. […] Plötzlich, ohne dass ein Befehl hiezu gefallen wäre, erbrachen alle Luken trappelndes Gewühl, aus den Tiefe eines jeden Schiffes heraus rannte die Mannschaft, stürmte die Masten, je höher, je besser, krabbelten hunderte Menschen empor, schienen jede Besinnung verloren zu haben, nur mehr Händeausstrecken und jauchzendes Geschrei zu sein. […] Tegetthoff zog die Mütze vom Kopf. Er schwenkte sie mit weiten Kreisen seiner Arme.“
Unmittelbar vor Feindkontakt ließ Tegetthoff signalisieren: „Den Feind anlaufen, um ihn zum Sinken zu bringen!“. Als weiterer Befehl hätte folgen sollen „Muß Sieg von Lissa werden!“. Durch das beginnende Kampfgewirr lief nur das Wort „Muß“ die Leine entlang, was sinnbildlich für die geballte Willenskraft Tegetthoffs und seiner Flotte interpretiert wurde.
Tegetthoff schickte seine Flotte in Keilformation in die Schlacht, wodurch er hoffte, die artilleristischen Nachteile seiner Flotte im Nahkampf durch Anwendung der Rammtaktik ausgleichen zu können. Im Pulverqualm ermöglichte oftmals nur die Rumpffarbe eine Unterscheidung von Freund und Feind. So gab Tegetthoff seinen Offizieren den Befehl „Wenn es zur Schlacht kommt, rammt alles was grau ist.“
Im Kampfgewirr gelang es dem Kommandanten der Erzherzog Ferdinand Max, Linienschiffskapitän Maximilian Freiherr von Sterneck, dem Rammstoß eines feindlichen Panzerschiffs auszuweichen, wobei sich beide Einheiten aneinander rieben. Im Gegenzug vollführte von Sterneck einen Rammstoß gegen das Panzerkanonenboot Palestro, traf es jedoch nur im spitzen Winkel, wobei der Palestro nur einige Panzerplatten aus der Bordwand gerissen wurden, die Kreuzmarsstenge und Besangaffel auf das Vorderkasarett der Erzherzog Ferdinand Max fielen – und dadurch die italienische Kriegsflagge der Palestro in österreichische Hände fiel. Gegen Ende der Schlacht explodierte die Palestro aufgrund eines Brandes der Pulverkammer und versank. Ob diese Explosion mit dem Rammstoß der Erzherzog Ferdinand Max in ursächlichem Zusammenhang steht, lässt sich schwerlich rekonstruieren. Im nächsten Augenblick lag das italienische Flaggschiff Rè d’Italia gestoppt vor der Erzherzog Ferdinand Max. Kapitän von Sterneck gab den Befehl „In die Höhe des Kamins!“, und die Erzherzog Ferdinand Max rammte der Rè d’Italia ihren Rammsporn zwei Meter tief in die Seite. Von Sterneck manövrierte sein Schiff nun wieder rückwärts, sodass sich ein etwa fünf Quadratmeter großes Leck in der Bordwand der Re d’Italia öffnete und schlagartig mit Wasser füllte. Die Rè d’Italia ging binnen weniger Minuten unter. Wie von Zeitzeugen berichtet wird, wurden die Versuche der Österreicher, Überlebende zu bergen, durch andauerndes Granatfeuer der italienischen Einheiten vereitelt.

## Nach der Seeschlacht von Lissa
1868 wurde die Erzherzog Ferdinand Max als Flaggschiff der k.u.k. Eskadre benannt. 1870 begleitete sie Kaiser Franz Joseph zur Eröffnung des Sueskanals. Die Erzherzog Ferdinand Max blieb als Zeichen des Sieges länger im Dienst, als dies für ein Holzschiff jener Zeit üblich war. 1870 wurde sie überholt und neu ausgestattet, und nach weiteren Modernisierungen nahm sie 1884 an einem Flottenmanöver vor Pola vor den Augen Kaiser Franz Josephs teil. 1877 wurde das Schiff in die zweite Reserve versetzt und 1885 außer Dienst gestellt. 1889 war es Beischiff des Artillerieschulschiffs Novara. Erst 1916 wurde die Erzherzog Ferdinand Max abgewrackt.

## Symbolik
Um die Erzherzog Ferdinand Max rankt sich viel Symbolik. Konteradmiral Tegetthoff wählte das Schiff vermutlich auch des Namens wegen als sein Flaggschiff. Er wollte damit wohl ein Zeichen der Verbundenheit mit Ferdinand Maximilian, dem großen Förderer der k.u.k.-Kriegsmarine, setzen. Nicht zuletzt hatte der Erzherzog Tegetthoffs Talent erkannt und seinen Aufstieg unterstützt. Die Ferdinand Max wurde trotz ihrer Defizite als Flaggschiff ausgewählt, und nicht Tegetthofs bevorzugte Holzfregatte, die Schwarzenberg, da man auch befürchtete, dass die Besatzung aufgrund ihrer unvollständigen Ausrüstung möglicherweise nicht mehr das nötige Vertrauen in ihr Schiff gehabt hätte. Daher war die Anwesenheit Tegetthoffs an Bord erforderlich um die Kampfmoral der Mannschaft aufrechtzuerhalten.
Erzherzog-Thronfolger Franz Ferdinand wollte die Ferdinand Max als Museumsschiff erhalten, um dem Symbol der siegreichen Seestreitkräfte der Donaumonarchie Fortbestand zu gewähren. Dazu kam es aufgrund des Ersten Weltkriegs jedoch nicht mehr. Jedenfalls galt und gilt die SMS Erzherzog Ferdinand Max in österreichischen Marinekreisen bis heute als Symbol des österreichischen Aufbegehrens gegen italienische und preußische Aggression.